# 쪽뱀
쪽뱀(Indigo snake)은 뱀과 뱀아과 쪽뱀속에 속하는 대형 무독성 뱀이다. 브라질, 콜롬비아]], 에콰도르, 기아나, 페루, 수리남, 베네수엘라, 트리니다드 등 남미 지역에서 발견된다.